# Cryptopone
Cryptopone là một chi kiến.

## Loài
- Cryptopone butteli Forel, 1913
- Cryptopone crassicornis (Emery, 1897)
- Cryptopone fusciceps Emery, 1900
- Cryptopone gilva (Roger, 1863)
- Cryptopone guatemalensis (Forel, 1899)
- Cryptopone hartwigi Arnold, 1948
- Cryptopone motschulskyi Donisthorpe, 1943
- Cryptopone nicobarensis Forel, 1905
- Cryptopone ochracea (Mayr, 1855)
- Cryptopone rotundiceps (Emery, 1914)
- Cryptopone sauteri (Wheeler, 1906)
- Cryptopone taivanae (Forel, 1913)
- Cryptopone takahashii (Wheeler, 1930)
- Cryptopone testacea Emery, 1893
- Cryptopone typhlos (Karavaiev, 1935)